# Dinapigue
Dinapigue ist eine Stadtgemeinde in der Provinz Isabela im Bezirk Cagayan Valley auf den Philippinen. Am 1. August 2015 hatte sie 5005 Einwohner.
Dinapigue ist aufgeteilt in sechs Baranggays.